# Bill Goddard
Pour les articles homonymes, voir Goddard.
Bill Goddard est un monteur et producteur canadien né à Lucan (Canada).

## Filmographie
Comme monteur
- 1981 : SCTV Network 90 (série télévisée)
- 1985 : The Last Polka (TV)
- 1986 : All My Sons (TV)
- 1987 : Taking Care of Terrific (TV)
- 1989 : L'Espion bionique (Bionic Showdown: The Six Million Dollar Man and the Bionic Woman) (TV)
- 1994 : TekWar (TV)
- 1994 : Le Babymaker (The Babymaker: The Dr. Cecil Jacobson Story) (TV)
- 1994 : Sodbusters (TV)
- 1994 : Les Armes de la passion (Treacherous Beauties) (TV)
- 1994 : Broken Lullaby (TV)
- 1995 : Shock Treatment (TV)
- 1996 : Rudy et son double (Prisoner of Zenda, Inc.) (TV)
- 1996 : The Halfback of Notre Dame (TV)
- 1996 : L'Affaire Ramzay (Escape Clause) (TV)
- 1996 : Robin of Locksley (TV)
- 1997 : Joe's Wedding
- 1997 : Dead Man's Gun (TV)
- 1997 : In His Father's Shoes (TV)
- 1998 : The Sweetest Gift (TV)
- 1998 : Diamond Girl (TV)
- 1998 : Sur les pistes de la liberté (Running Wild) (TV)
- 1999 : Love Songs (TV)
- 1999 : The Hoop Life (série télévisée)
- 1999 : Happy Face Murders (TV)
- 2000 : Queer as Folk ("Queer as Folk") (série télévisée)
- 2004 : Darcy's Wild Life (série télévisée)

Comme producteur
- 1989 : L'Espion bionique (Bionic Showdown: The Six Million Dollar Man and the Bionic Woman) (TV)